# 신계군
신계군(新溪郡)은 조선민주주의인민공화국의 황해북도 중부에 위치한 군이다.

## 지리
황해북도 중동부의 강원도와의 경계선에 있다. 북쪽은 수안군과 곡산군, 서쪽은 서흥군과 평산군, 남쪽은 금천군과 토산군이다. 동쪽으로는 남북 방향으로 뻗은 마식령산맥을 경계로 강원도와 접한다.
영역 내로는 례성강과 그 지류들인 태평천, 지석천, 신계천, 고산은천이 유입되어 있는데, 길이가 5km 이상인 하천이 18개이다.

## 역사
| Daedongyeojido (Gyujanggak) 10-04.jpg | Daedongyeojido (Gyujanggak) 10-03.jpg |
| Daedongyeojido (Gyujanggak) 11-04.jpg | Daedongyeojido (Gyujanggak) 11-03.jpg |

해방전의 신계군은 9개 면과 70개 리로 구성됐다. 1952년 12월에 신계면, 고면, 다미면, 다률면, 마서면, 적여면과 사지면의 6개 리를 합병해 신계군(신계읍, 25개 리)을 구성했다.

## 행정 구역
1읍(신계읍(新溪邑))과 26리(마산리(馬山里), 릉수리(陵水里), 태을리(太乙里), 천개리(天開里), 정봉리(丁峯里), 왕당리(汪塘里), 중산리(中山里), 금성리(金城里), 추천리(楸川里), 부용리(芙蓉里), 신성리(新星里), 가무리(歌舞里), 백곡리(白谷里), 지석리(支石里), 은점리(銀店里), 천곡리(泉谷里), 대정리(大井里), 화야리(花野里), 사정리(沙井里), 대평리(大坪里), 화성리(花城里), 원교리(院橋里), 침교리(砧橋里), 대성리(大成里), 해포리(海浦里), 신흥리(新興里))가 현재 있다.